# Kirchdorf an der Iller
Kirchdorf an der Iller är en kommun i Landkreis Biberach i det tyska förbundslandet Baden-Württemberg. Kommunen består av ortsdelarna (tyska Ortsteile) Kirchdorf, Oberopfingen och Unteropfingen. Folkmängden uppgår till cirka 4 000 invånare, på en yta av 22,86 kvadratkilometer.
Kommunen ingår i kommunalförbundet Illertal tillsammans med kommunerna Berkheim, Dettingen an der Iller, Erolzheim och Kirchberg an der Iller.

## Befolkningsutveckling
| Befolkningsutvecklingen i Kirchdorf an der Iller 1975–2015 | Befolkningsutvecklingen i Kirchdorf an der Iller 1975–2015 | Befolkningsutvecklingen i Kirchdorf an der Iller 1975–2015 | Befolkningsutvecklingen i Kirchdorf an der Iller 1975–2015 | Befolkningsutvecklingen i Kirchdorf an der Iller 1975–2015 |
| ---------------------------------------------------------- | ---------------------------------------------------------- | ---------------------------------------------------------- | ---------------------------------------------------------- | ---------------------------------------------------------- |
|                                                            |                                                            |                                                            |                                                            |                                                            |
| År                                                         |                                                            |                                                            | Folkmängd                                                  | Areal (ha)                                                 |
| 1975                                                       | 1975                                                       |                                                            | 2 191                                                      | 2 287                                                      |
| 1980                                                       | 1980                                                       |                                                            | 2 376                                                      |                                                            |
| 1985                                                       | 1985                                                       |                                                            | 2 409                                                      | 2 285                                                      |
| 1990                                                       | 1990                                                       |                                                            | 2 690                                                      | 2 286                                                      |
| 1995                                                       | 1995                                                       |                                                            | 3 215                                                      |                                                            |
| 2000                                                       | 2000                                                       |                                                            | 3 518                                                      |                                                            |
| 2005                                                       | 2005                                                       |                                                            | 3 594                                                      |                                                            |
| 2010                                                       | 2010                                                       |                                                            | 3 470                                                      |                                                            |
| 2015                                                       | 2015                                                       |                                                            | 3 516                                                      |                                                            |
|                                                            |                                                            |                                                            |                                                            |                                                            |